# Umncumbata nyikae
Umncumbata nyikae är en fjärilsart som beskrevs av Sergius G. Kiriakoff 1975. Umncumbata nyikae ingår i släktet Umncumbata och familjen tandspinnare. Inga underarter finns listade i Catalogue of Life.